# راوية القاسم
راوية القاسم، إعلامية وصحفية لبنانية.

## دراستها
تخرجت راوية القاسم من كلية الإعلام بالجامعة اللبنانية الدولية.

## عملها
عملت راوية القاسم في قنوات تلفزيونية عربية عدة منذ أن دخلت المجال الإعلامي. بدأت مقدمة برامج ونشرت إخبارية في قناة آسيا ما بين عامي 2010 و2013، ثم عملت مراسلة ومعدة تقارير تلفزيونية من بيروت لتلفزيون الكويت ما بين عامي 2016 و2017، ثم مقدمة برامج في التلفزيون العربي ما بين عامي 2017 و2020، لتنتقل منها إلى قناة العربية في عام 2020 حيث بدأت بتقديم نشرات الأخبار، وقد خصصت القناة نشرة «العربية 360» لتقدمها مع طاهر بركة، ضمن البرامج والنشرات الجديدة التي أطلقتها القناة في مارس 2022.

## برامجها
| البرنامج                   | القناة           | الفترة    |
| -------------------------- | ---------------- | --------- |
| مقدمة برامج ونشرات إخبارية | قناة آسيا        | 2010-2013 |
| مراسلة ومعدة تقارير        | تلفزيون الكويت   | 2016-2017 |
| مقدمة برامج                | التلفزيون العربي | 2017-2020 |
| مذيعة ومقدمة نشرات إخبارية | قناة العربية     | 2020      |
| العربية 360                | قناة العربية     | 2022      |